# Campeón de Campeones 1974-75
El Campeón de Campeones 1974-75 fue la XXX edición del Campeón de Campeones que enfrentó al campeón de la Liga 1974-75: Toluca y al campeón de la Copa México 1974-75: Pumas UNAM.
El título se jugó a partido único realizado en el Estadio Olímpico Universitario de la Ciudad de México. Al final de éste, los Pumas de la UNAM consiguieron adjudicarse por segunda vez en su historia este trofeo.

## Participantes
| Toluca |  |  |  | Campeón de la Primera División de México (1974-75) |
| UNAM   |  |  |  | Campeón de la Copa México (1974-75)                |

## Sede
| Ciudad de México               |
| ------------------------------ |
| Estadio Olímpico Universitario |
| Capacidad: 73 000              |
|                                |

## El partido
| 27 de julio de 1975 | UNAM        | 1:0 (0:0) | Toluca | Estadio Olímpico Universitario, Ciudad de México |                                     |
|                     | Cuéllar 78' |           |        | Árbitro(s): Enrique Mendoza Guillén              | Árbitro(s): Enrique Mendoza Guillén |

|       | POR   | Rubén Montoya        |     |
|       | DEF   | Genaro Bermúdez      | 82' |
|       | DEF   | Miguel Mejía Barón   |     |
|       | DEF   | Héctor Sanabria      |     |
|       | DEF   | Arturo Vázquez Ayala |     |
|       | MED   | Hernán Cabalceta     |     |
|       | MED   | Spencer Coelho       |     |
|       | MED   | Carlos García        |     |
|       | MED   | Bora Milutinović     |     |
|       | DEL   | Cabinho              | 82' |
|       | DEL   | Leonardo Cuéllar     |     |
| D. T. | D. T. | Árpád Fekete         |     |

|       | POR   | Roberto Silva          |     |
|       | DEF   | Arturo López           |     |
|       | DEF   | Eduardo Ramos          |     |
|       | DEF   | Roberto Matosas        |     |
|       | DEF   | Hugo Esquivel          |     |
|       | MED   | Javier Cárdenas        |     |
|       | MED   | Héctor Velázquez       | 46' |
|       | MED   | Moisés Figueroa        |     |
|       | DEL   | Mario Medina           |     |
|       | DEL   | Eleuterio López Patlán |     |
|       | DEL   | Héctor Hugo Eugui      |     |
| D. T. | D. T. | Ricardo de León        |     |

|  | DEF | Rubén Medina | 82' |
|  | DEL | Pareja López | 82' |

|  | MED | Víctor Estrada | 46' |

| 78' | Leonardo Cuéllar | 1:0 |

| Principal | Enrique Mendoza Guillén |

|       | POR   | Rubén Montoya        |     |
|       | DEF   | Genaro Bermúdez      | 82' |
|       | DEF   | Miguel Mejía Barón   |     |
|       | DEF   | Héctor Sanabria      |     |
|       | DEF   | Arturo Vázquez Ayala |     |
|       | MED   | Hernán Cabalceta     |     |
|       | MED   | Spencer Coelho       |     |
|       | MED   | Carlos García        |     |
|       | MED   | Bora Milutinović     |     |
|       | DEL   | Cabinho              | 82' |
|       | DEL   | Leonardo Cuéllar     |     |
| D. T. | D. T. | Árpád Fekete         |     |

|       | POR   | Roberto Silva          |     |
|       | DEF   | Arturo López           |     |
|       | DEF   | Eduardo Ramos          |     |
|       | DEF   | Roberto Matosas        |     |
|       | DEF   | Hugo Esquivel          |     |
|       | MED   | Javier Cárdenas        |     |
|       | MED   | Héctor Velázquez       | 46' |
|       | MED   | Moisés Figueroa        |     |
|       | DEL   | Mario Medina           |     |
|       | DEL   | Eleuterio López Patlán |     |
|       | DEL   | Héctor Hugo Eugui      |     |
| D. T. | D. T. | Ricardo de León        |     |

|  | DEF | Rubén Medina | 82' |
|  | DEL | Pareja López | 82' |

|  | MED | Víctor Estrada | 46' |

| 78' | Leonardo Cuéllar | 1:0 |

| Principal | Enrique Mendoza Guillén |

|       | POR   | Rubén Montoya        |     |
|       | DEF   | Genaro Bermúdez      | 82' |
|       | DEF   | Miguel Mejía Barón   |     |
|       | DEF   | Héctor Sanabria      |     |
|       | DEF   | Arturo Vázquez Ayala |     |
|       | MED   | Hernán Cabalceta     |     |
|       | MED   | Spencer Coelho       |     |
|       | MED   | Carlos García        |     |
|       | MED   | Bora Milutinović     |     |
|       | DEL   | Cabinho              | 82' |
|       | DEL   | Leonardo Cuéllar     |     |
| D. T. | D. T. | Árpád Fekete         |     |

|       | POR   | Roberto Silva          |     |
|       | DEF   | Arturo López           |     |
|       | DEF   | Eduardo Ramos          |     |
|       | DEF   | Roberto Matosas        |     |
|       | DEF   | Hugo Esquivel          |     |
|       | MED   | Javier Cárdenas        |     |
|       | MED   | Héctor Velázquez       | 46' |
|       | MED   | Moisés Figueroa        |     |
|       | DEL   | Mario Medina           |     |
|       | DEL   | Eleuterio López Patlán |     |
|       | DEL   | Héctor Hugo Eugui      |     |
| D. T. | D. T. | Ricardo de León        |     |

|  | DEF | Rubén Medina | 82' |
|  | DEL | Pareja López | 82' |

|  | MED | Víctor Estrada | 46' |

| 78' | Leonardo Cuéllar | 1:0 |

| Principal | Enrique Mendoza Guillén |

|       | POR   | Rubén Montoya        |     |
|       | DEF   | Genaro Bermúdez      | 82' |
|       | DEF   | Miguel Mejía Barón   |     |
|       | DEF   | Héctor Sanabria      |     |
|       | DEF   | Arturo Vázquez Ayala |     |
|       | MED   | Hernán Cabalceta     |     |
|       | MED   | Spencer Coelho       |     |
|       | MED   | Carlos García        |     |
|       | MED   | Bora Milutinović     |     |
|       | DEL   | Cabinho              | 82' |
|       | DEL   | Leonardo Cuéllar     |     |
| D. T. | D. T. | Árpád Fekete         |     |

|       | POR   | Roberto Silva          |     |
|       | DEF   | Arturo López           |     |
|       | DEF   | Eduardo Ramos          |     |
|       | DEF   | Roberto Matosas        |     |
|       | DEF   | Hugo Esquivel          |     |
|       | MED   | Javier Cárdenas        |     |
|       | MED   | Héctor Velázquez       | 46' |
|       | MED   | Moisés Figueroa        |     |
|       | DEL   | Mario Medina           |     |
|       | DEL   | Eleuterio López Patlán |     |
|       | DEL   | Héctor Hugo Eugui      |     |
| D. T. | D. T. | Ricardo de León        |     |

|  | DEF | Rubén Medina | 82' |
|  | DEL | Pareja López | 82' |

|  | MED | Víctor Estrada | 46' |

| 78' | Leonardo Cuéllar | 1:0 |

| Principal | Enrique Mendoza Guillén |

| Campeón de Campeones 1974-75 |
| ---------------------------- |
|                              |
| UNAM                         |
| 1° Título                    |